# Peter Riethof
Peter Wilhelm Riethof (* 11. August 1905 in Teplitz-Schönau, Österreich-Ungarn; † 22. August 1994 in Paris, Frankreich) war ein deutscher Filmschaffender (u. a. Filmeditor, Tontechniker, Regieassistent, Fotograf, Filmproduzent und Eigner eines Synchronstudios).

## Leben und Wirken
Riethof hatte die Filmbranche von der Pike auf kennengelernt. Vor der Machtergreifung durch die Nationalsozialisten war er u. a. 1932 als Regieassistent von Max Ophüls bei dessen Inszenierungen Die verkaufte Braut und „Die verliebte Firma“ aktiv. 1934 floh Riethof nach Österreich, wo er in Wien eine Anstellung bei der Produktionsfirma Astoria-Film fand. 1936 wechselte er zur Prager Meisner-Film, ab 1938 waren Frankreich, England und Belgien weitere Exilstationen, ehe er sich in den Vereinigten Staaten niederließ. In Hollywood fand Peter Riethof eine Anstellung als Standfotograf, 1946 wurde er Mitarbeiter der Lester L. Wolf Agency. 
Seit der Gründung seiner eigenen Synchronfirma American Dubbing Company im Jahre 1949 konzentrierte sich Peter Riethof auf die Herstellung englischsprachiger Versionen ausländischer Filme, darunter Bitterer Reis, Heidi, La Strada – Das Lied der Straße, Schritte ohne Spur und Das Testament des Dr. Mabuse. In den 1970er Jahren versuchte sich Riethof, mittlerweile wieder in Europa ansässig, mit mäßigem Erfolg auch als Filmproduzent („Das Lied der Balalaika“, „De kreuze / Le choix“).

## Filmografie
- 1932: Die verliebte Firma (Regieassistenz unter Max Ophüls)
- 1932: Die verkaufte Braut (Regieassistenz unter Ophüls)
- 1970: Das Lied der Balalaika (Produktion)
- 1976: De kreuze / Le choix (Produktion)